# Android-x86
Android-x86是基于开源的Google Android操作系统开发的衍生版本，目标硬件平台为x86处理器，而不是基于RISC的ARM芯片。该项目自2009年创立，至今已超过十年，并派生出更多版本，比如Bliss OS和Phoenix OS。

## 历史
2009年，Android-x86项目启动。该项目的创始人之一黄志伟目前仍在维护项目，其也是Linux中文文件计划发起人。
2015年，Android-x86官方git服务器迁移到SourceForge。

## 许可协议
Android-x86 采用开源协议 Apache License 2.0 。

## 运行环境

### 硬件支持
Android-x86设计运行在由AMD和英特尔处理器驱动的设备上，在项目初期有很多兼容性故障，经过十年发展，目前对32位及64位硬件的支持均较为完备。
Android-x86继承了Android对触摸屏的支持。

### 引导管理
Android-x86目前支持传统BIOS引导和UEFI引导，默认采用grub作为启动引导管理器。

### 文件系统
Android-x86目前从以下文件系统中启动：FAT32，EXT2/3/4，NTFS。

## 派生版本
- Remix OS
- Phoenix OS  （凤凰系统）
- Bliss OS
- Prime OS